# Ronny Ernst
Ronny Ernst (* 7. Mai 1976 in Dresden) ist ein ehemaliger deutscher Fußballspieler.

## Karriere
Ernst erlernte das Fußballspielen in unterschiedlichen Dresdener Vereinen, er spielte für FSV Lokomotive Dresden, Dresdner SC und den FV Dresden-Nord, bevor er zu Dynamo Dresden wechselte. Bei Dynamo schaffte er unter Trainer Hans-Jürgen Kreische den Sprung in die gerade aus der Bundesliga abgestiegene Mannschaft. Ernst musste auf Grund der vom DFB entzogenen Lizenz für die Dresdener in der Regionalliga Nordost starten, zum Saisonende stand ein vierter Tabellenplatz zu Buche. Ernst wechselte für die Ablösesumme von einer knappen halben Million nach München zum TSV 1860, Trainer Werner Lorant setzte Ernst in der Saison 1996/97 achtmal ein, zudem lief er für das Amateurteam der Löwen dreimal in der Bayernliga auf. Zur folgenden Saison wurde er für ein halbes Jahr zur SpVgg Greuther Fürth in die 2. Bundesliga ausgeliehen. Er kehrte nach 19 absolvierten Spielen zu den 60ern zurück, wurde dort aber ausschließlich im Amateurteam eingesetzt. 
Zur neuen Spielzeit wechselte er zum SV Waldhof Mannheim und spielte in der Regionalliga, zum Spielzeitende der Saison 1998/99 konnte Ernst mit Waldhof die Meisterschaft feiern und stieg somit in die 2. Bundesliga auf, er hatte 13 Spiele absolviert, in der Folgesaison absolvierte er 14 Spiele in Liga 2. Anschließend spielte er zwei Jahre für den Dresdner SC und zwei Jahre für Rot-Weiss Essen in der Regionalliga Nord. In seiner zweiten Saison an der Hafenstraße gewann Ernst zum zweiten Mal in seiner Karriere die Meisterschaft in der Regionalliga und stieg in die 2. Bundesliga auf. Er blieb ein weiteres Jahr in Essen und trug das Trikot der Rot-Weissen in 19 Partien. Dann wechselte er für ein Jahr zu Rot-Weiß Oberhausen und heuerte anschließend beim SV Straelen an, wo er 2013 seine Karriere beendete.